# محوطه نقاره‌خانه
محوطه نقاره خانه مربوط به دوره ساسانیان است و در شهرستان فراشبند، بخش مرکز ی، دهستان آویز، روستای حسین‌آباد، کیلومتری ۴ جاده فراشبند به دهرم، سمت راست جاده واقع شده و این اثر در تاریخ ۱۵ دی ۱۳۸۷ با شمارهٔ ثبت ۲۴۱۹۵ به‌عنوان یکی از آثار ملی ایران به ثبت رسیده است.